# Coppa Italia Primavera 2002-2003
La Coppa Italia Primavera 2002-2003 è stata la trentunesima edizione del torneo riservato alle squadre giovanili iscritte al Campionato Primavera. Il detentore del trofeo era il Lecce.
La vittoria finale è andata all'Atalanta per la terza volta nella sua storia.

## Finale
La gara di andata si è disputata il 12 marzo 2003, la gara di ritorno il 2 aprile 2003.